# フランク・コスティン
フランシス・アルバート・コスティン（Francis Albert Costin、1920年6月8日 - 1995年2月5日）は、フランク・コスティン（Frank Costin）として知られる人物で、イギリスの自動車技術者、実業家である。1950年代から1970年代のレーシングカーの設計において、空気力学の第一人者として知られた。

## 概要
元々は航空機メーカーで空力エンジニアとして勤めていた人物で、1950年代のイギリスにおけるレーシングカー開発に専門的な空気力学の概念を初めて持ち込んだ。
ロータス・エンジニアリング社（後のロータス・カーズ）設立初期のコーリン・チャップマンに協力し、初期のロータス車両のボディ開発に携わった。業績として、イギリスに初のF1優勝（1957年イギリスグランプリ）をもたらし、史上初のF1コンストラクターズタイトル（1958年シーズン）を獲得したヴァンウォールの空力設計を担ったことで特に知られる。（→#ヴァンウォール (1956年 - 1958年)）

## 経歴

### ロータス・マーク8 (1954年)
1951年、コスティンはそれまでエンジニアとして勤務していた航空機メーカーのパーシヴァル社を辞め、同じくイギリスの航空機メーカーであるデ・ハビランド・エアクラフト社に飛行テスト部門の空力主任として迎えられた。
コスティンが入社した時点で、9歳年下の弟であるマイク（後のコスワース共同創業者）も同社で働いていた。マイクは、デ・ハビランドで働く傍ら、コーリン・チャップマンが1952年に立ち上げたばかりのレーシングカーコンストラクター（製造者）であるロータス・エンジニアリング社を手伝っていた。1954年、コスティンもロータスが進めていたレーシングカー開発に（マイクを介して）引き入れられ、ボディの空力設計を依頼される。
コスティン自身、レーシングカーに空気力学の知識を応用するというアイデアには興味を持ち、ロータスにおける最初の仕事としてロータス・マーク8のボディを設計した。この際、コスティンはチチェスター近郊の廃飛行場にマーク8を持ち込み、試作車にセンサーやテレメーターを満載して空力的なデータを収集して開発を行った。こうした当時としては先進的な空力開発は、小さなコンストラクターに過ぎないロータスにとっては、コスティンやデ・ハビランドの協力がなければ到底不可能なことだった。
コスティンによるマーク8への協力はあくまで手伝いであり、ロータスの従業員になったわけではないが、コスティンはその後も開発の手伝いを続けた。コスティンの参画はロータスのレーシングスポーツカー開発に変化をもたらし、ロータスではロータス・マーク1（1948年）からロータス・マーク6（1952年）までのボディはオースチン・7の外観を引きずったものだったが、このマーク8以降は空力を意識したボディが用いられるようになった。

### ヴァンウォール (1956年 - 1958年)
1955年、フォーミュラ1（F1）に参戦していたヴァンウォールのオーナーであるトニー・ヴァンダーヴェルからF1車両の開発を依頼されたチャップマンは、ボディの設計をコスティンに任せた。
この当時のチャップマンは自身のチームでF1に参戦する段階には至っておらず（チーム・ロータスのF1デビューは1958年）、F1におけるイギリスの車両コンストラクターも、ヴァンウォールのほか、クーパー、コンノート、1956年に本格的に参戦を始めたBRMがいるのみで、イギリス勢はいまだ弱小な勢力でしかなかった。
ヴァンダーヴェルからの依頼でチャップマンが開発を主導し、コスティンがボディの空力設計を手掛けて1956年に完成させた。この車両はチャップマン以前にクーパーが手掛けた1955年型（オーウェン・マドックの設計）とは見た目も異なり、コスティンの特徴である丸みを帯びたティアドロップ型の形状となる。
ヴァンウォールはまず1956年シーズン途中からチャップマンとコスティンによる車両を走らせた。初年度は信頼性に欠け、完走したのは第4戦ベルギーGP（4位入賞）のみだったものの、速さを見せ、第5戦フランスGPでは一時トップを走った。
続く1957年シーズンのヴァンウォールは、当時のイギリス人ドライバーの中でも最有力と目されていたスターリング・モスを起用して万全を期した。そして、この年のイギリスGPで、モスはチームメイトのトニー・ブルックスと車両を乗り継ぐ形で、同チームにとってもイギリスのコンストラクターにとっても初となるF1世界選手権初勝利を挙げた。この勝利を境にヴァンウォールは優勝争いの常連となり、モスはその優勝を含めてシーズン3勝を記録し、ドライバーズランキング2位を記録するというイギリス製車両によるものとしては初となる快挙を演じた。
好調は翌1958年シーズンも続き、ヴァンウォールが参戦した9戦中、モスとブルックスで6勝を挙げ、この年に初めて設けられたF1のコンストラクターズタイトル（コンストラクターズカップ）を獲得した（ドライバーズランキングはモスが2位、ブルックスが3位）。

### その後
1950年代後半以降も、コスティンは航空工学の知識を活用して主にレーシングスポーツカーの設計を行うようになり、軽量かつ高剛性な車体設計や、空力効率の良いボディ設計といった技術をレーシングカーに持ち込んでいった。フォーミュラカーのロータス・16や、マーチ・711もその一例である。
リスターやロータスでは公道用の市販スポーツカーの設計にも携わり、空力面で貢献した。
1959年には、ジェム・マーシュとともにマーコスを創業した。同社はレーシングカー製造を手掛けるワークショップとして始まり、1963年には初の市販車（マーコス・スパイダー）を発売し、自動車メーカーへと発展した。
1970年代には自身の名でTMC・コスティン、コスティン・アミーゴ、コスティン・スポーツ・ロードスターという車両を開発した。
その後も晩年まで自動車開発のコンサルタントとして働いた。

## 主な作品
フランク・コスティンが開発に携わった車両を以下に例示する。 いずれの車両もコスティンはボディの設計（スタイリング）のみを担当し、車体は他の人物が設計している。

### レーシングカー

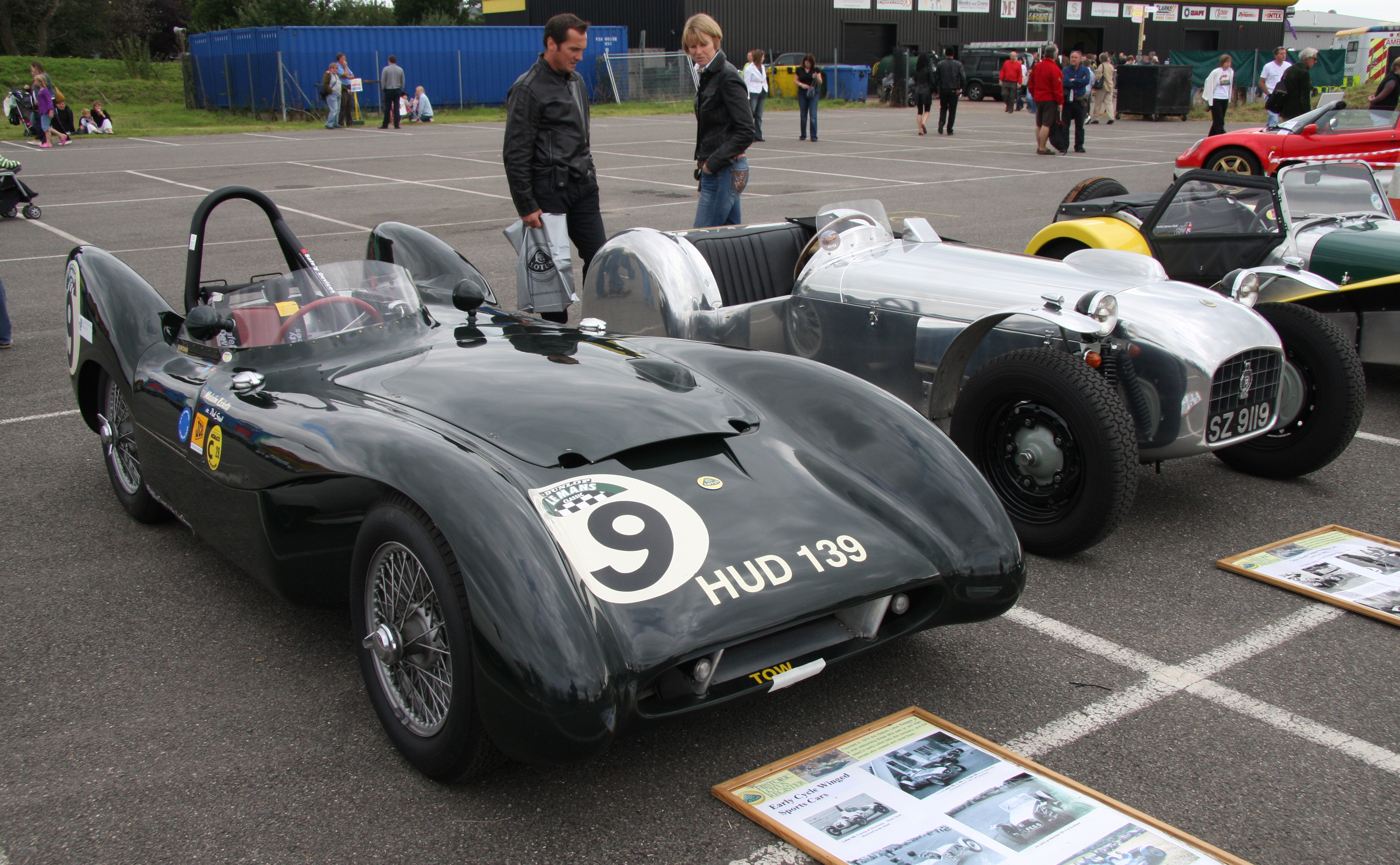
1954年: ロータス・マーク9（英語版）（左の車両）。右の車両がコスティン参画以前に設計されたマーク6。
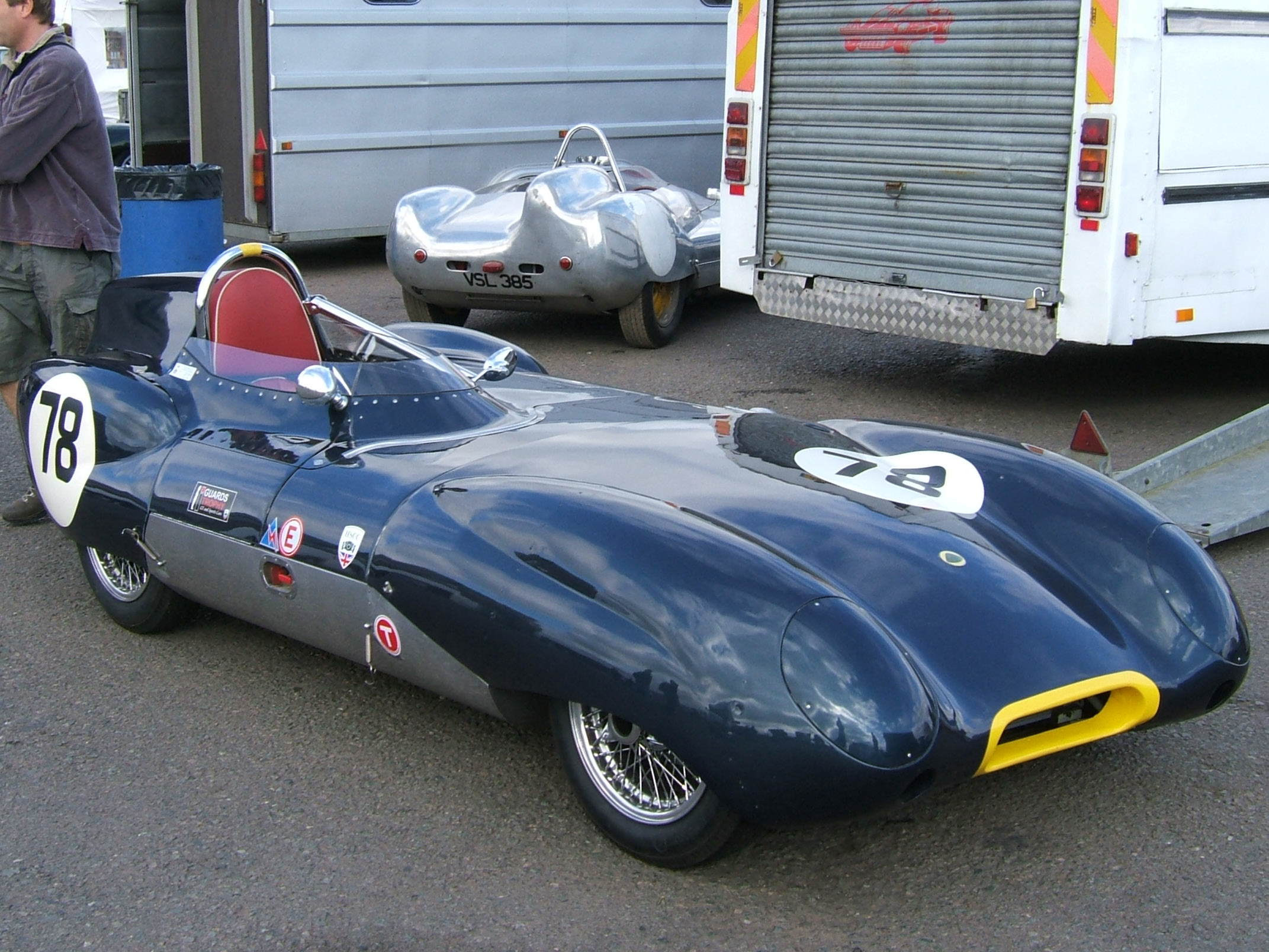
1956年:
ロータス・11（英語版）
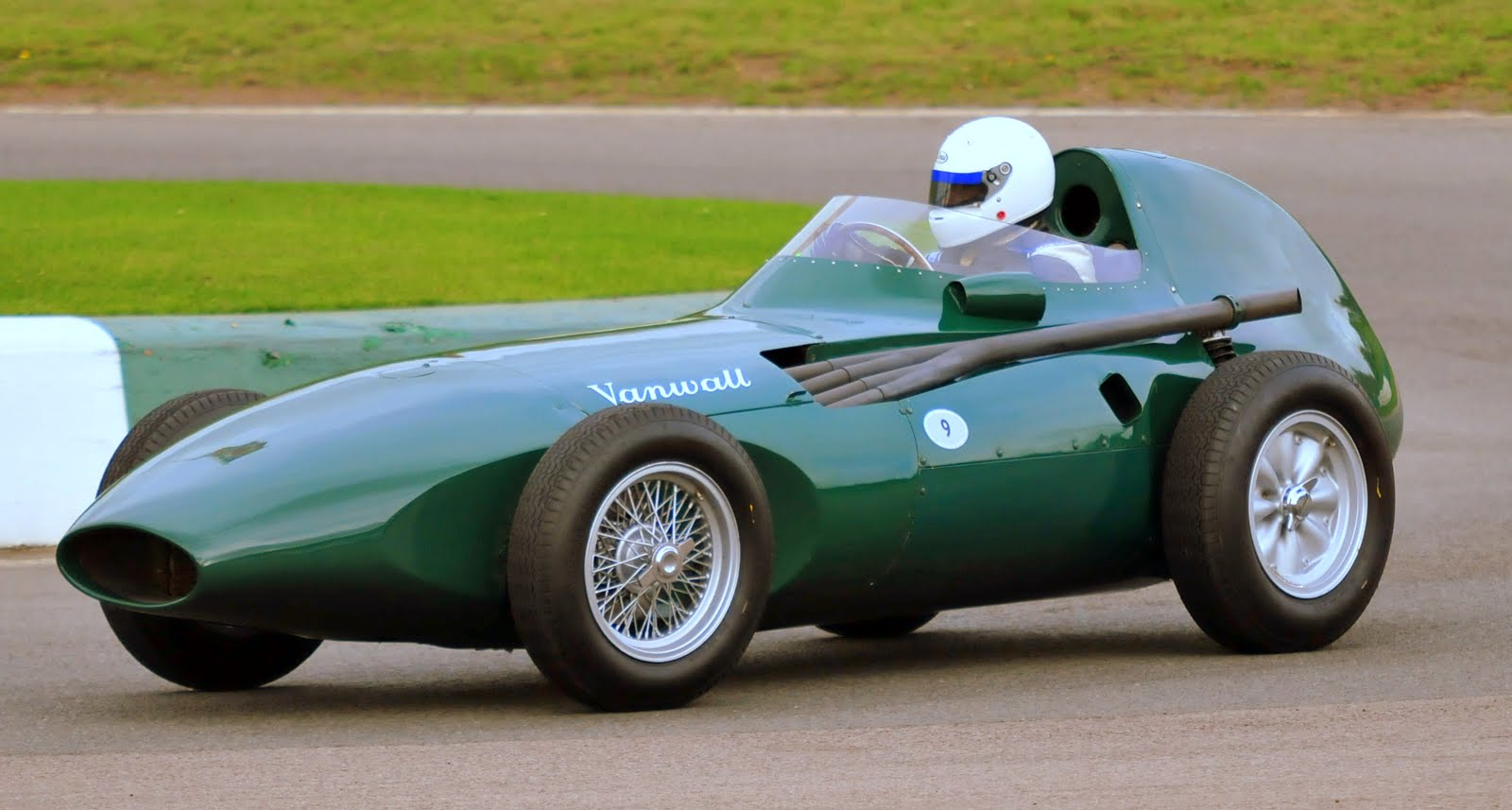
1956年 - 1958年（F1）: ヴァンウォール
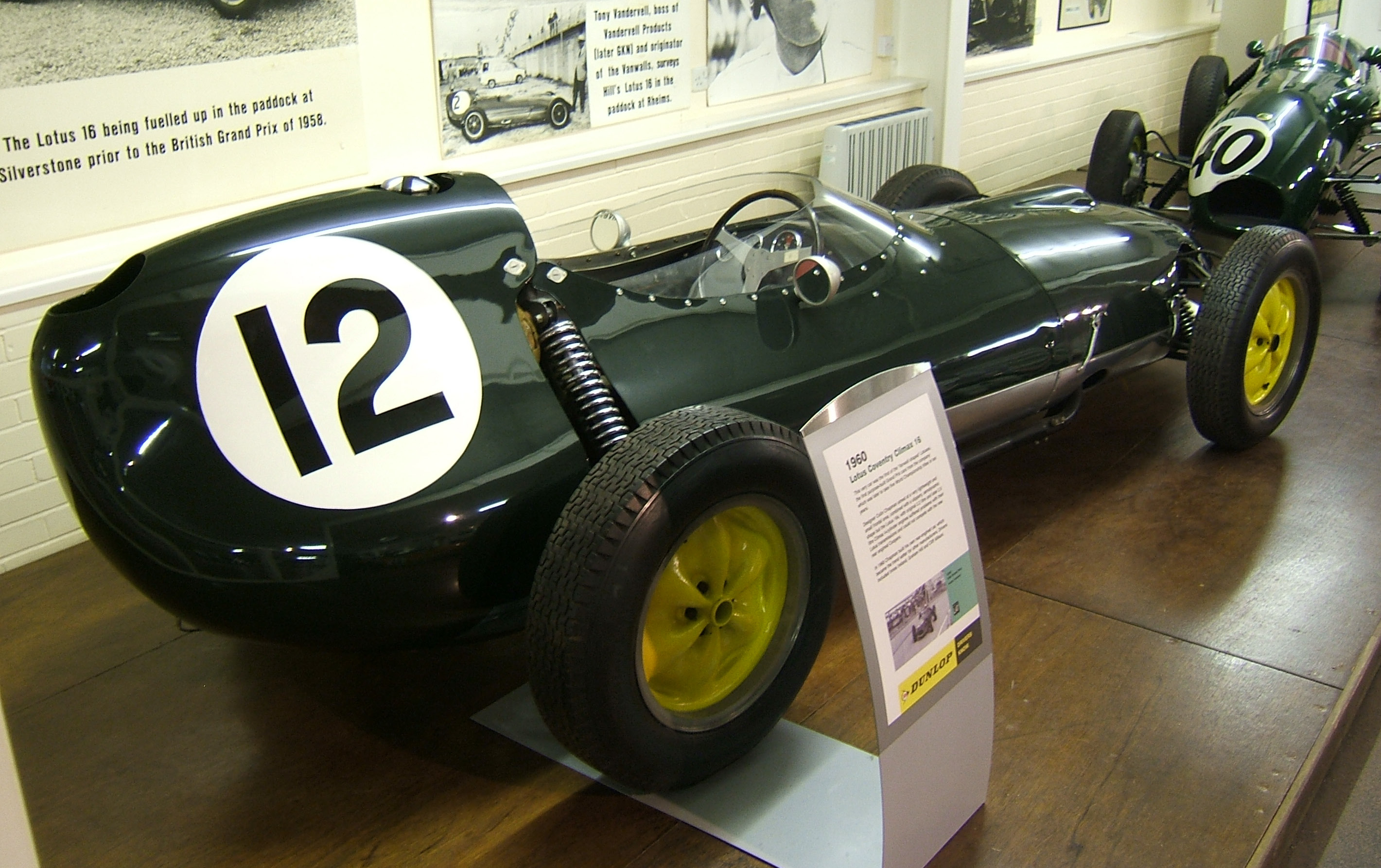
1958年（F1）: ロータス・16（英語版）
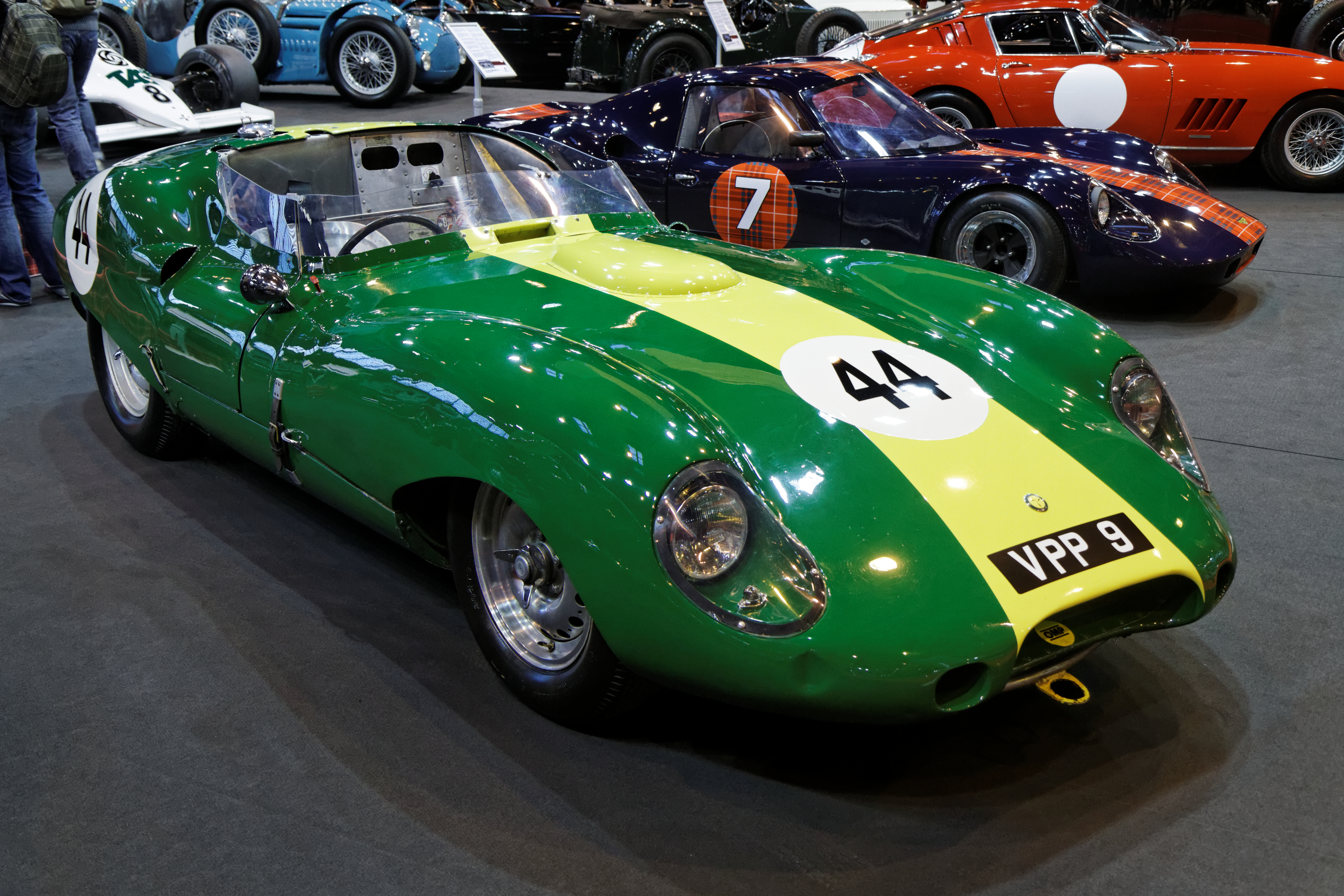
1958年: リスター・コスティン（英語版） (リスター・ジャガー・コスティン)
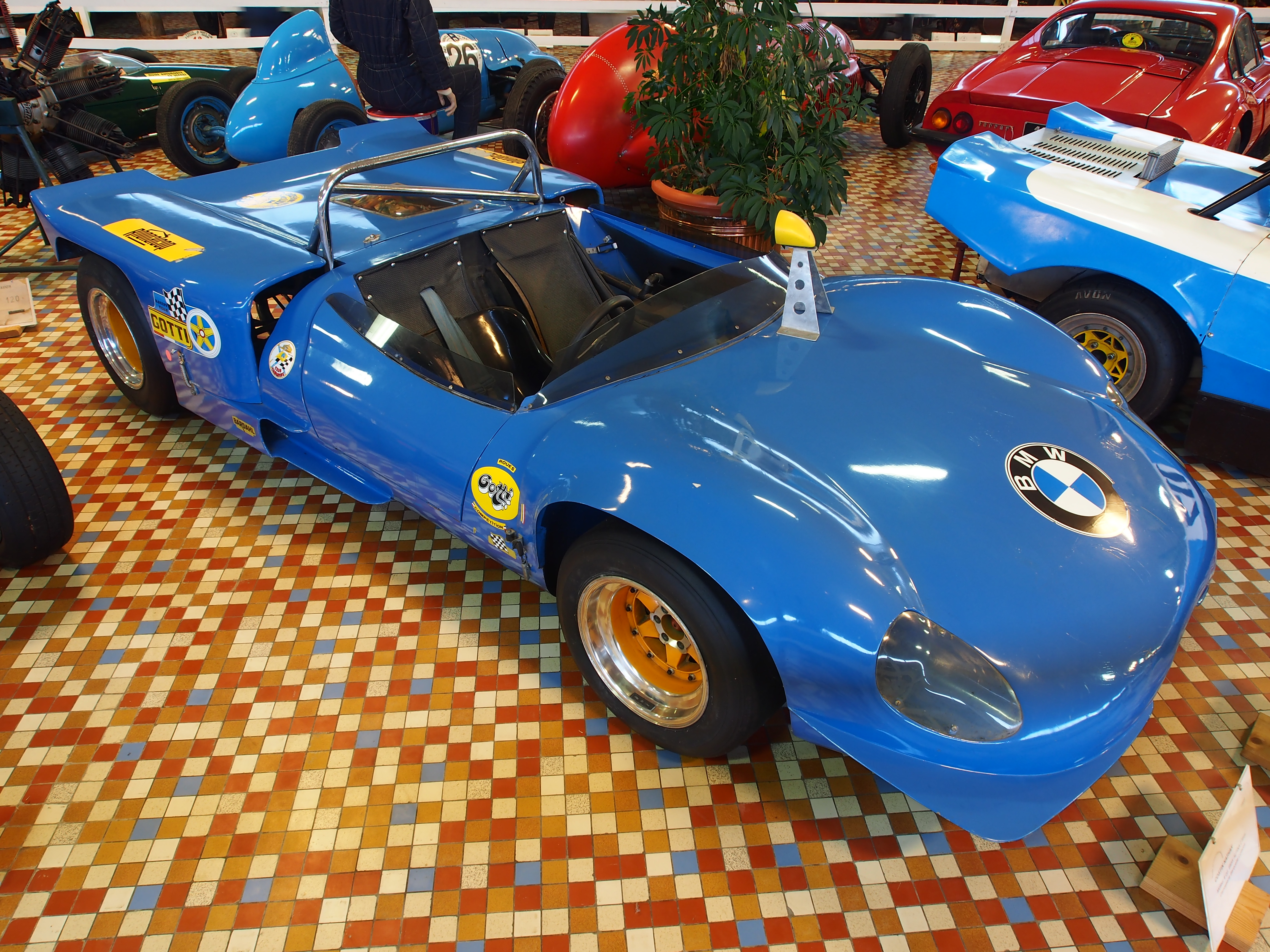
1967年:
コスティン・ネイサン（ドイツ語版）
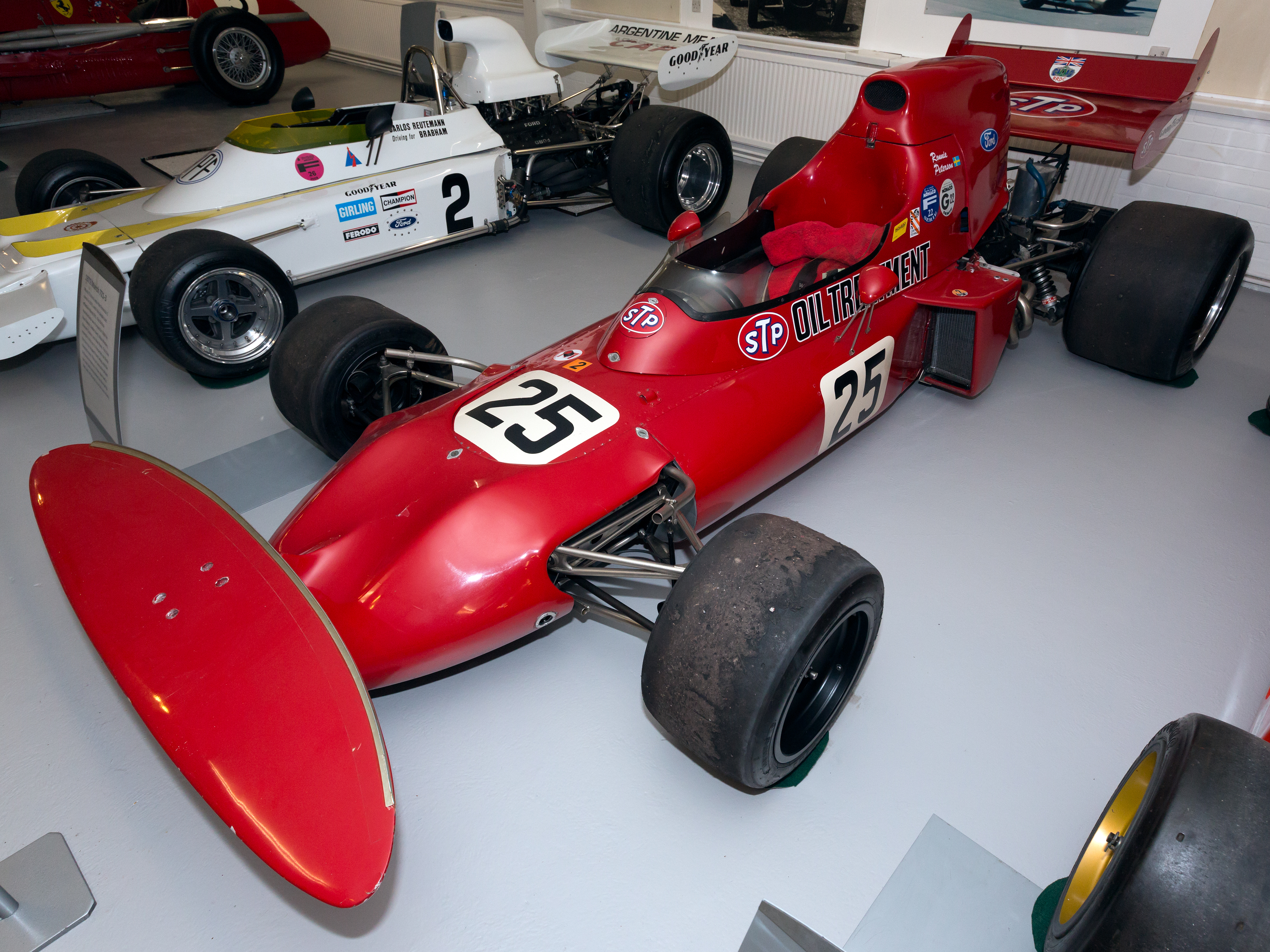
1971年（F1）: マーチ・711

### 市販車

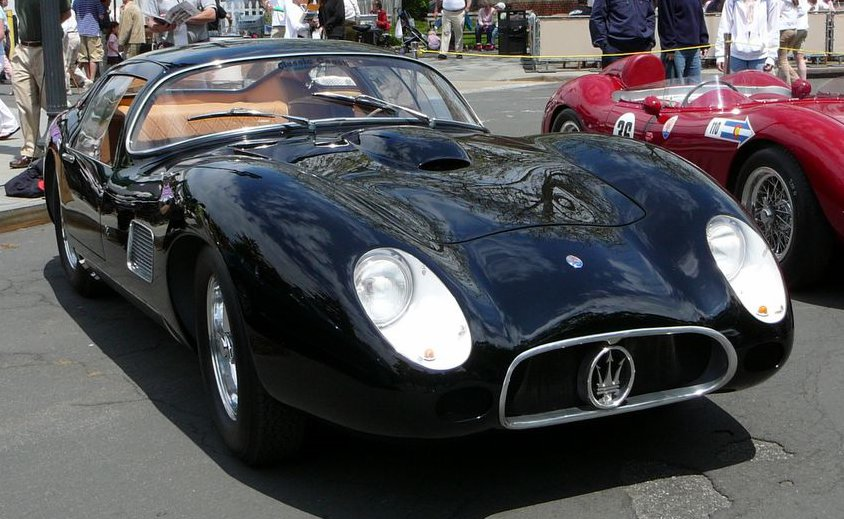
1957年: マセラティ・450S コスティン・ザガットクーペ（英語版）

## 人物
若い頃は競泳選手だった。晩年は作曲を趣味とした。
マーコスや自身で製作した自動車は商売としては失敗に終わっている。弟のマイク・コスティンは、兄であるフランクについて、情熱家で素晴らしい人格者でもあったが、ビジネスマンではなかったと評している。